# دوغلاس تريفور
دوغلاس تريفور (بالإنجليزية: Douglas Trevor)‏ (1969، باسادينا في الولايات المتحدة)؛ روائي أمريكي.